# 2010 au Burundi
2008 au Burundi - 2009 au Burundi - 2010 au Burundi - 2011 au Burundi - 2012 au Burundi
2008 par pays en Afrique - 2009 par pays en Afrique - 2010 par pays en Afrique - 2011 par pays en Afrique - 2012 par pays en Afrique]

## Chronologie

### Janvier 2010
- Jeudi 14 janvier 2010 : Un couple et un de leurs enfants ont été tués dans l'explosion d'une grenade lancée à leur domicile, dans la commune de Busiga, province de Ngozi (nord). Deux autres enfants en bas âge ont été grièvement blessés. Cette attaque serait due à un conflit foncier selon la police. Au Burundi, les grenades sont souvent utilisées pour régler des querelles familiales, foncières ou de voisinage et leur utilisation a fait 133 morts en 2008[1].

- Vendredi 29 janvier 2010 : La sécurité militaire arrête sur une plage de Bujumbura, 13 militaires, dont des officiers et des sous-officiers, alors qu'ils préparaient « la déstabilisation des institutions » du Burundi, selon le chef d'état-major général de l'armée.

### Mars 2010
- Vendredi 26 mars 2010 : Selon l'ONG Human Rights Watch, au moins 75 malfaiteurs présumés ont été lynchés à mort par la foule en 2009 au Burundi, dont 19 dans la province de Ruyigi (est), souvent avec la « complicité » des autorités qui ont également « facilité ces actes en mettant sur pied des comités de sécurité […] qui opèrent en marge de la loi ». L'organisation appelle le gouvernement à mettre fin à l'« impunité » et estime que « le manque de confiance dans la police et dans l'appareil judiciaire, tous deux minés par la corruption, l'incompétence et le manque de moyens » sont parmi « les facteurs qui expliquent ce phénomène de justice sociale »[2].

### Mai 2010
- Lundi 24 mai 2010 : Élections communales.

- Mardi 25 mai 2010 : Les principaux partis d'opposition dénoncent « les fraudes massives orchestrées par le parti au pouvoir » lors des élections communales de lundi et demande à la Commission électorale l'annulation du scrutin. Les principaux partis d'opposition au pouvoir figurent parmi les signataires de cette déclaration commune: l'ex-rébellion des Forces nationales de libération (FNL), le Front pour la démocratie au Burundi (Frodebu), le Mouvement pour la solidarité et le développement (MSD) ou encore l'Union pour la paix et le développement (UPD).

### Juin 2010
- Mardi 1er juin 2010 : Cinq candidats annoncent avoir retiré leur candidature à l'élection présidentielle du Burundi prévue le 28 juin, ne laissant que deux postulants en lice, parce qu'ils refusent de « participer à une élection truquée dont les résultats sont connus d'avance ». Parmi eux, dont le chef de l'ex-rébellion des Forces nationales de libération, Agathon Rwasa, qui faisait figure de principal adversaire au président sortant Pierre Nkurunziza, l'ancien président Domitien Ndayizeye, candidat du principal parti d'opposition parlementaire Frodebu, Alexis Sinduhije, ex-journaliste et président d'un jeune parti, le MSD, Pascaline Kampayano, candidate d'une dissidence du parti présidentiel, l'UPD, et Léonard Nyangoma, chef historique de la rébellion hutu au Burundi et candidat du CNDD. Face au président sortant Pierre Nkurunziza, désormais largement favori, reste seul en lice, Yves Sahinguvu, premier vice-président actuel du Burundi et candidat du principal parti tutsi Uprona[3].

- Mardi 8 juin 2010 :
  - Finalement les six candidats de l'opposition se sont retirés de la course à la présidentielle qu'ils estiment par avance « truquée », laissant seul en lice le président sortant, Pierre Nkurunziza, malgré une prolongation jusqu'à lundi soir du délai de dépôt des candidatures auprès de la Commission nationale aux élections.
  - Le président Pierre Nkurunziza libère par décret 1 354 prisonniers, soit environ 13 % des personnes détenues dans ce pays. Il y a également des réductions de peine pour 500 autres détenus. Au 31 mai, les 11 maisons d'arrêt du Burundi comptaient quelque 10 357 prisonniers, dont près de 60 % en préventive, pour une capacité d'accueil de 4 050 places.

- Dimanche 13 juin 2010 : Une vingtaine de permanences du parti au pouvoir ont été incendiées en province, à Ngozi et Kayanza (nord), Ruyigi (est), Bururi (sud) et Cibitoke (nord-ouest), dans un contexte de tensions électorales, alors que 4 attaques à la grande ont eu lieu dans la soirée dans la capitale blessant 7 personnes. L'opposition conteste les résultats des élections communales du 24 mai, largement remportées par le CNDD-FDD (ex-rébellion hutu au pouvoir) du président Pierre Nkurunziza[4].

- Lundi 28 juin 2010 : Élection présidentielle. Le président sortant, Pierre Nkurunziza, seul en lice, est réélu.

### Juillet 2010
- Samedi 17 juillet 2010 : Un journaliste est arrêté pour avoir écrit un article dans lequel il remet en cause la capacité des forces de sécurité à réagir à une attaque éventuelle des islamistes somaliens d'Al Chabaab, qui a revendiqué le double attentat qui a fait 73 morts il y a une semaine en Ouganda : « Si les miliciens Chabaab voulaient tenter quelque chose dans notre pays, ils réussiraient avec une facilité déconcertante tellement nos forces de défense et de sécurité brillent plus par leur capacité à piller et à tuer leurs compatriotes qu'à défendre notre pays ». Le journaliste a déjà été arrêté cinq fois pour des articles dans lesquels il critiquait les autorités. Le Burundi maintient 2 500 soldats en Somalie dans l'AMISOM[5].

- Vendredi 23 juillet 2010 : Élections législatives.

- Mardi 27 juillet 2010 : Le parti au pouvoir, CNDD-FDD, obtient une très large victoire aux élections législatives de vendredi boycottées par l'opposition, avec 81 des 106 sièges de la nouvelle Assemblée nationale et 81,19 % des votes; l'Uprona (opposition, majoritairement tutsi) obtient 11,06 % et 17 sièges ; le « Frodebu nyakuri iragi rya Ndadaye » obtient 5 sièges et 5,88 % des voix. Le taux de participation a été de 66,68 %, loin derrière les 90,67 % des communales du 24 mai et les 76,98 % enregistrés lors de l'élection présidentielle du 28 juin.

### Août 2010
- Samedi 28 août 2010 : Le président réélu Pierre Nkurunziza nomme ses deux vice-présidents après leur approbation par les deux chambres du Parlement : Thérence Sinunguruza (51 ans), un Tutsi, ancien ministre de l'Uprona, et Gervais Rufyiri (45 ans), un Hutu, membre du parti au pouvoir et ex-président du Sénat.

- Lundi 30 août 2010 : Le président réélu Pierre Nkurunziza a nommé le nouveau gouvernement. 10 ministres du gouvernement sortant ont été reconduits dans leur fonction sur un total de 21. 14 appartiennent au parti présidentiel, le CNDD-FDD, ex-principale rébellion hutu du pays, au pouvoir depuis 2005 et 3 sont issus du principal parti tutsi, l'Uprona, et un est membre d'un parti allié au CNDD-FDD, le Frodebu Nyakuri. Le nouveau gouvernement comprend neuf femmes et compte 60 % de Hutu (ethnie majoritaire) pour 40 % de Tutsi, conformément à la Constitution.

### Septembre 2010
- Dimanche 12 septembre 2010 : Des combats entre des rebelles et les forces de l'ordre font 7 morts mutilés dans la zone des marais de Rukoko.

- Mercredi 15 septembre 2010 : Des combats entre des rebelles et les forces de l'ordre font à nouveau 7 morts dans la zone des marais de Rukoko.

- Mercredi 22 septembre 2010 : Au moins 14 cadavres, certains mutilés, ont été découverts depuis une semaine en périphérie nord-ouest de Bujumbura à l'embouchure d'une rivière qui se jette dans le lac Tanganyika. Certains étaient ligotés, d'autres présentaient des blessures à la machette. Ces corps ont été vraisemblablement charriés par la rivière Rusizi qui traverse les marais de Rukoko, suspectés d'abriter de nouvelles poches de rébellion contre lesquelles les forces de sécurité mènent actuellement des opérations. Plusieurs opposants sont rentrés dans la clandestinité ou ont fui le pays à la suite des dernières élections générales remportées cet été par le régime du président Pierre Nkurunziza[6].

### Octobre 2010
- Deux garçons albinos ont été tués et démembrés dans le sud-est et dans le nord du Burundi, alors que les autorités burundaises pensaient avoir mis fin à ces crimes rituels qui avaient frappé jusqu'ici la province de Ruyigi, frontalière de la Tanzanie.

### Décembre 2010
- Jeudi 23 décembre 2010 : Les rebelles islamistes somaliens d'Al Chabaab annoncent vouloir intensifier leurs attaques contre l'Ouganda et le Burundi après leur alliance avec leurs anciens rivaux islamistes de l'Hizboul Islam. Les deux organisations islamistes unifiées contrôlent désormais l'essentiel du sud et du centre de la Somalie ainsi qu'une majeure partie de la capitale, Mogadiscio, où vit retranché le président Cheikh Charif Ahmed, soutenu par l'Occident et protégé par une force de maintien de la paix de l'Union africaine, composée de soldats ougandais et burundais et qui devrait passera bientôt de 8 000 à 12 000 soldats[7]. L'Ouganda a dit lundi avoir reçu des informations de ses services de renseignement selon lesquelles le groupe lié à Al Qaïda s'apprêtait à commettre des attentats dans le pays durant la période des fêtes de fin d'année.

- Vendredi 31 décembre 2010 : Dans la nuit de jeudi à vendredi, dans la commune de Kiganda (province de Muramvya) « quatre bandits armés de fusil et de machettes ont attaqué une famille où se trouvaient trois enfants albinos [...] ils ont coupé le bras gauche d'un garçon de 12 ans avant de s'enfuir parce que la famille s'était mise à crier [... le jeune garçon] a succombé à sa blessure quelque temps après, alors que l'ambulance arrivait sur place pour le conduire à l'hôpital ». Selon le président d'Albinos sans frontière, « il s'agit du 16ème albinos tué dans des conditions inhumaines au Burundi depuis le début de cette vague de crimes odieux en 2007 et cela touche désormais tout le pays »[8].